# 伊莎贝拉计划
伊莎贝拉计划（英語：Project Isabela），是加拉帕戈斯保护区为了恢复加拉帕戈斯群岛生态而发起的一次行动。

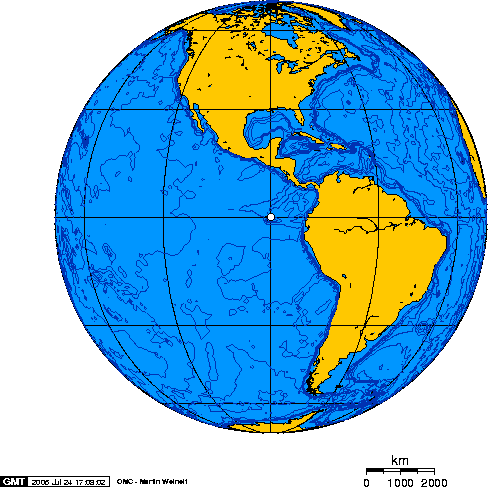
加拉帕戈斯群岛的位置（中心白点处）

## 背景
加拉帕戈斯群岛位于太平洋东部，以物种的多样性而闻名。
1959年，几个渔民从南美大陆携带了一公两母共三隻山羊登上了加拉帕戈斯群岛。14年后，这三只山羊的后代达到了三万只。20世纪90年代，山羊的总数达到了25万它们与该岛上的加拉帕戈斯象龟竞争食物，许多加拉帕戈斯象龟和其他物种因此饿死。

## 过程
起初，直升机扫射羊群，仅仅在一年的时间里，山羊的数量就减少了90%。但是一段时间后，山羊开始对直升机的声音变得警惕，它们逃到了隐蔽的地方继续繁衍生息。后来，军方将带有GPS功能的颈环带在上百只母羊身上，等母羊回到巢穴，直升机便开始进行扫射。
2006年，保护区宣布加拉帕戈斯群岛上的山羊被彻底消灭。